# Formation de Judith River
La formation de Judith River (anglais : Judith River Formation) est une formation géologique du Montana aux États-Unis, datant du Campanien (Crétacé supérieur). Elle fait partie du groupe de Judith River et est équivalente stratigraphiquement à la formation d'Oldman du Canada.
Cette formation est riche en fossiles ; en particulier de nombreux restes de dinosaures ont été mis au jour, :
- Albertaceratops ;
- Brachylophosaurus ;
- Dryptosaurus ;
- Judiceratops ;
- Lokiceratops[3]. ;
- Zuul...